# Bollenhofsestraat
De Bollenhofsestraat is een straat in de Nederlandse stad Utrecht in de wijk Wittevrouwen, deze straat begint bij de Blauwkapelseweg en eindigt bij de Gildstraat en de Krijtstraat.
De straat is vernoemd naar een in 1924 opgeheven herberg en hoveniersbedrijf nabij het huidige buurtcentrum de Warmoes.
Zijstraten van de Bollenhofsestraat zijn de Graanstraat, Hennepstraat, Vlasstraat, Grasstraat, Goedestraat (deze kruist de Bollenhofsestraat), Bekkerstraat (deze kruist de Bollenhofsestraat), Hoefsmederijpad, Klaverstraat, Roggestraat, Poortstraat (deze kruist de Bollenhofsestraat), Bladstraat plus een pad naar de splitsing van de Veeartsenijstraat en Veeartsenijpad.
Ook is er een pad van ca. 20 meter vanaf de Bollenhofsestraat tussen nummer 126 en 128 dat leidt naar Hoefsmederijpad waar het theater "Stichting De Utrechtse Spelen" ligt. Dit was het voormalig instituut voor Veterinaire Anatomie, waarvan de hoofdingang zit aan de Bekkerstraat 141 hoek Hoefsmederijpad ter hoogte van de Griftkade, wat vaak wordt verward met de Paardenkathedraal.

## Fotogalerij

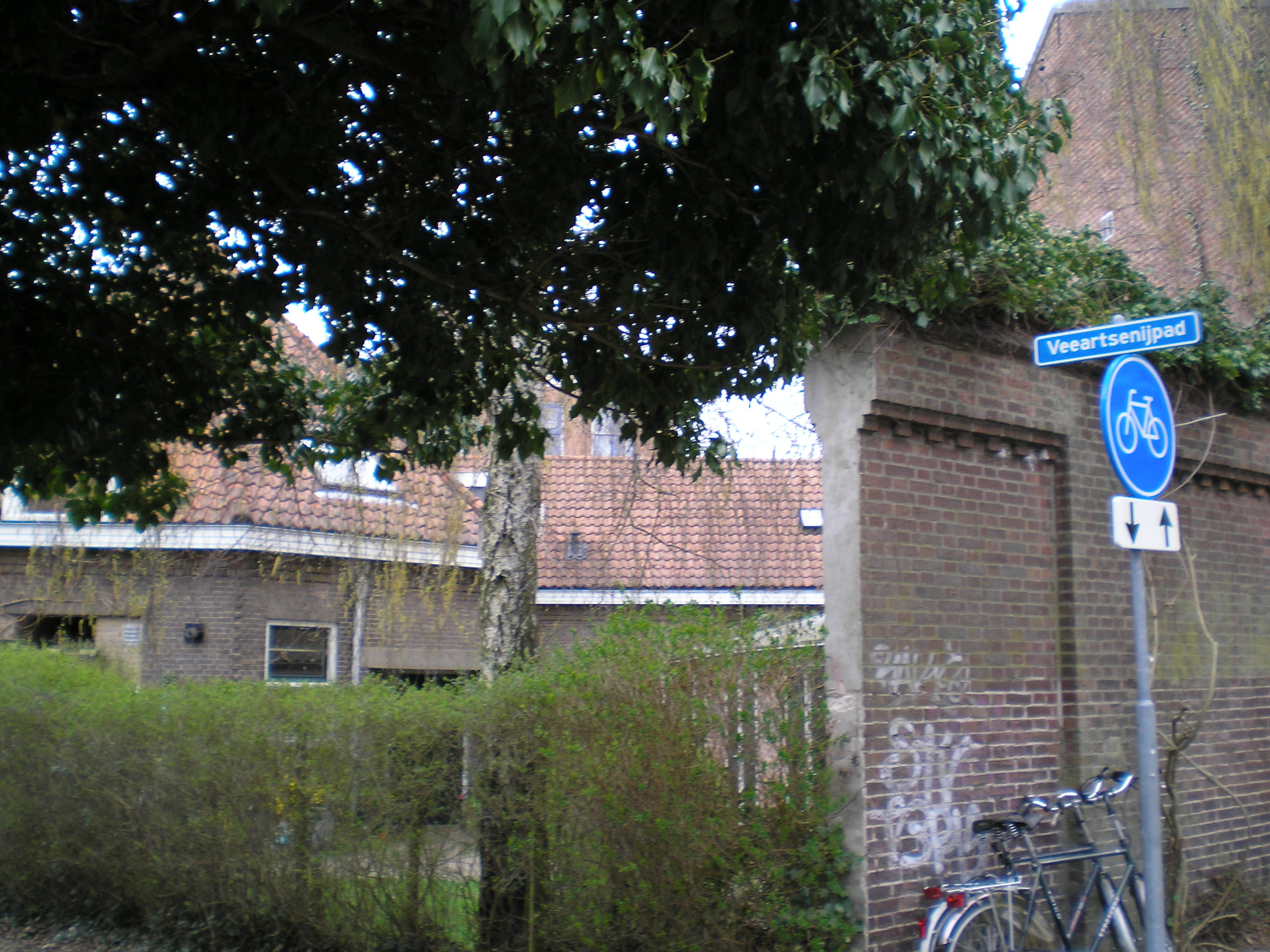
Veeartsenijpad hoek Bollenhofsestraat ter hoogte van nummer 176
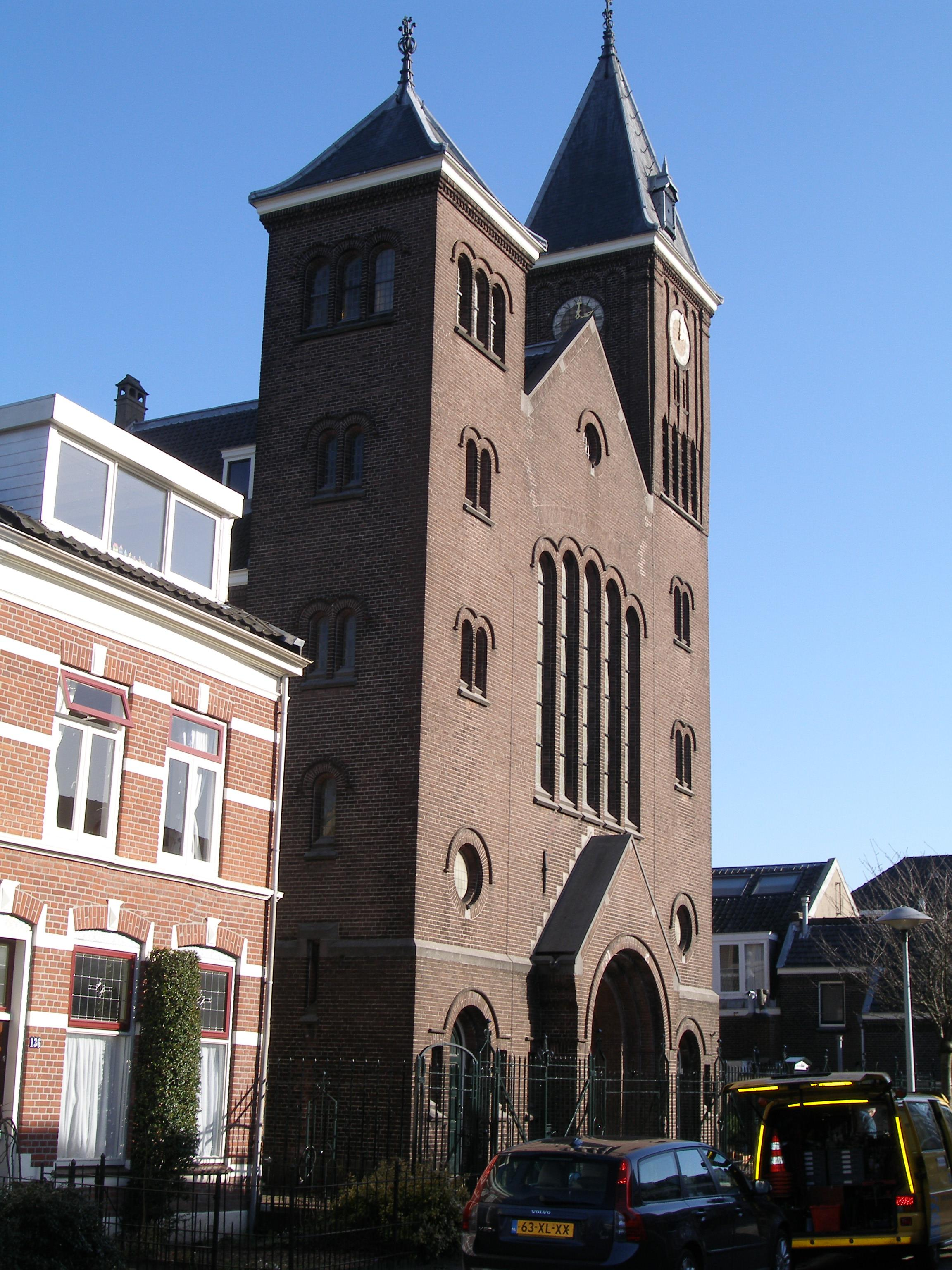
Nieuwe Kerk Bollenhofsestraat 138a
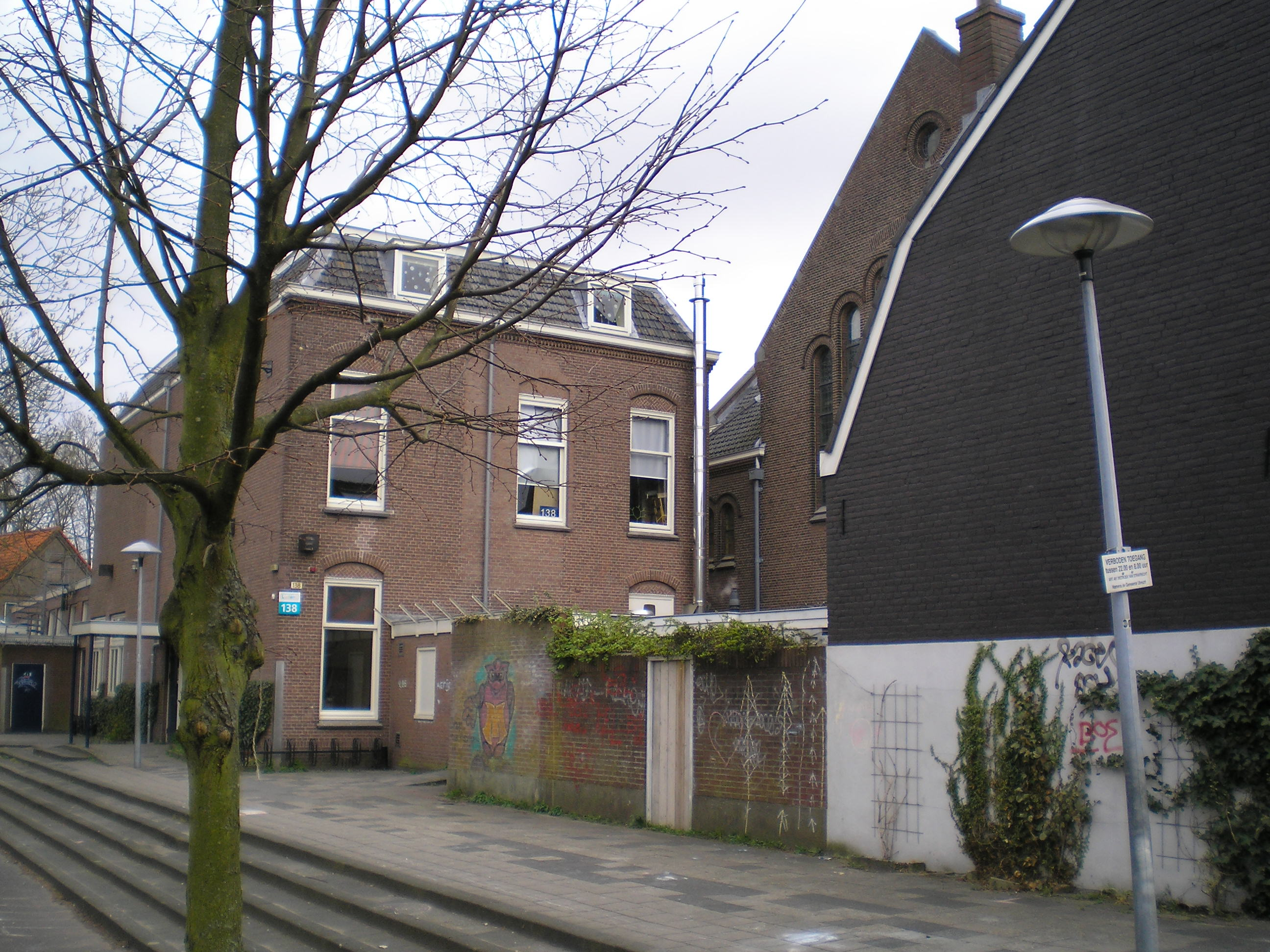
Speelveld links waar vroeger huizen stonden aan de Bollenhofsestraat, rechts pand nummer 134 en achteraan voormalig clubgebouw De Klopper[4] op nummer 138
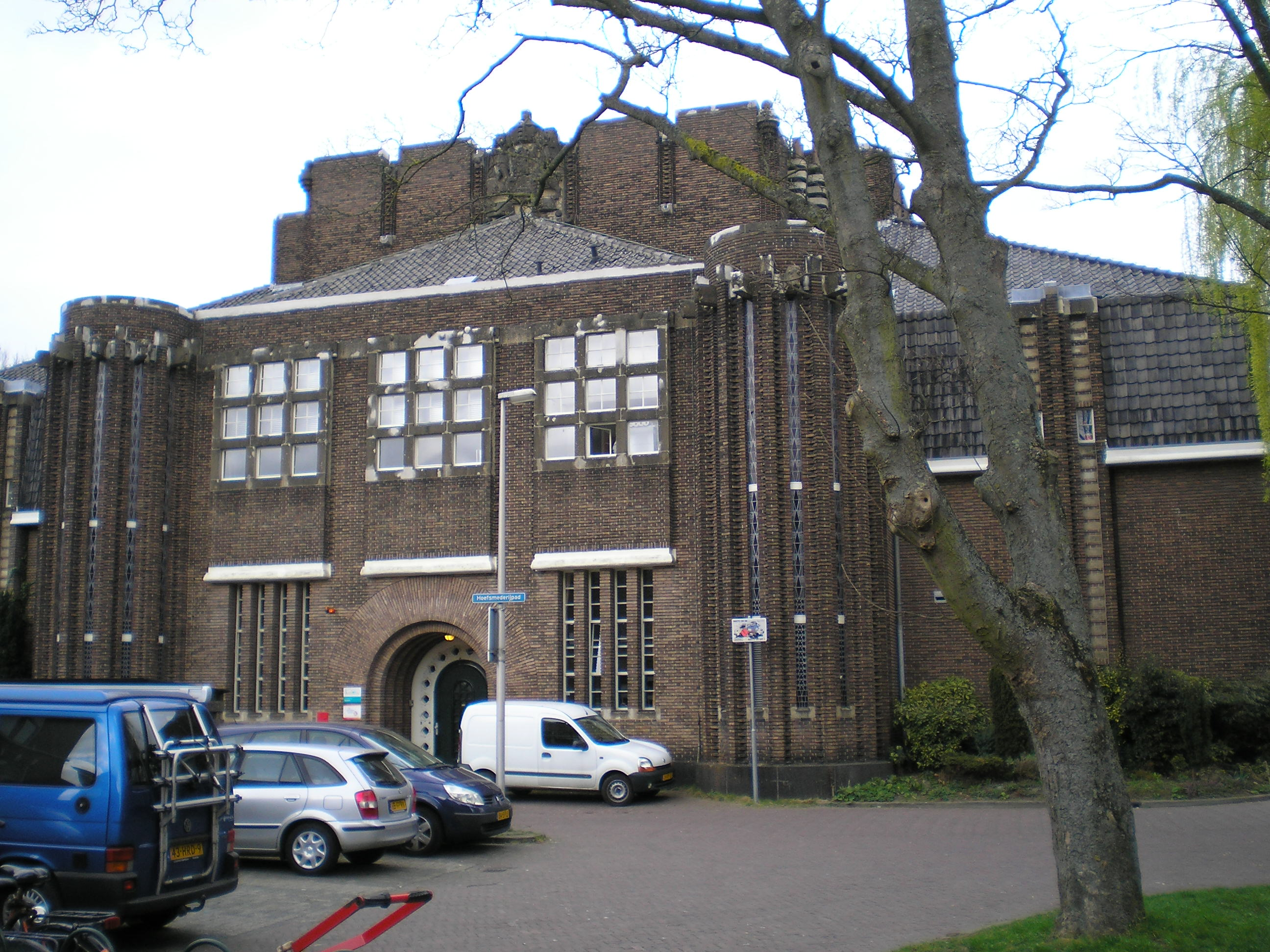
Voormalig Instituut voor Veterinaire Anatomie langs het Hoefsmederijpad via pad vanaf de Bollenhofsestraat tussen de panden 126 en 128 in
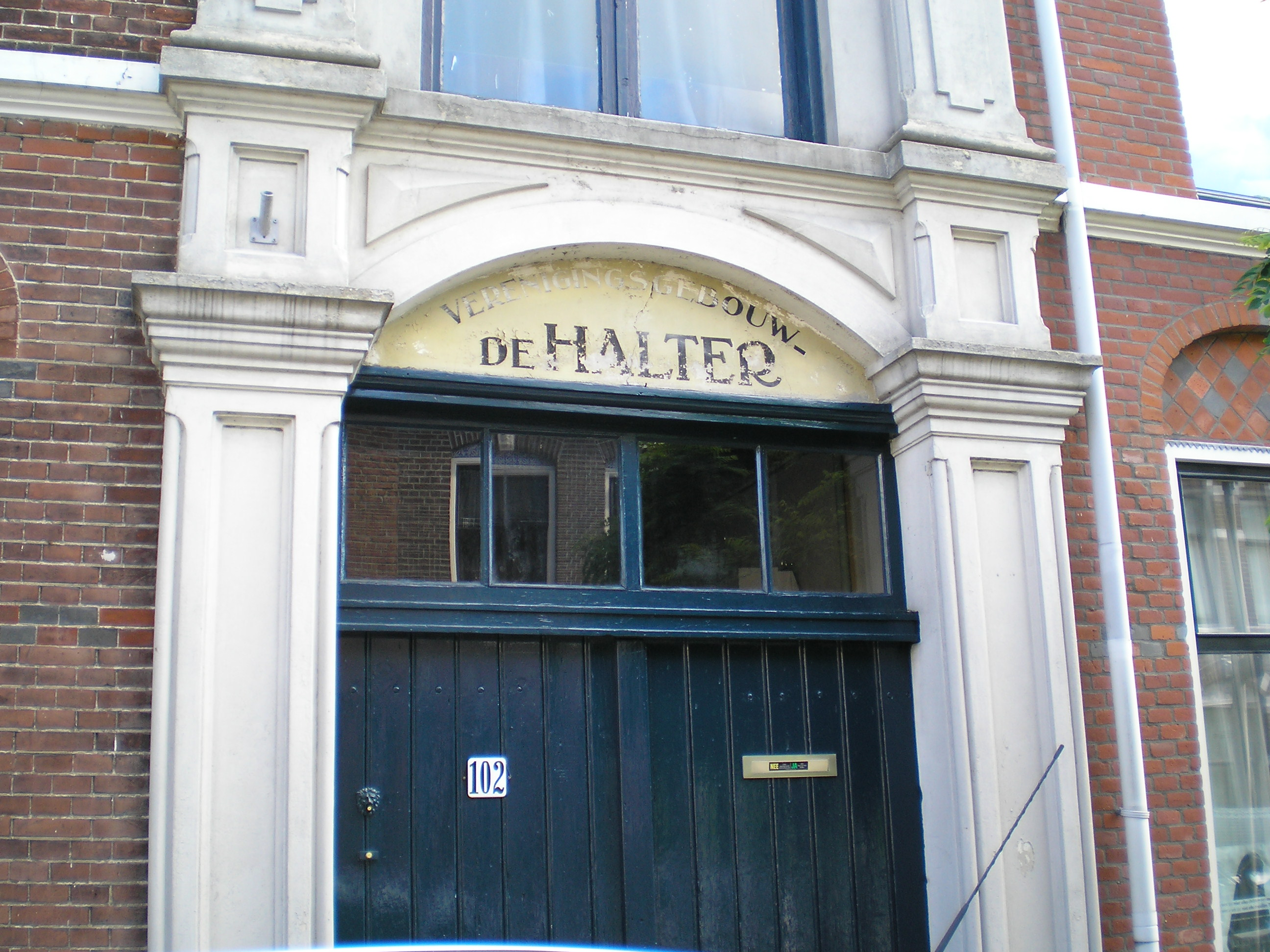
Toegangspoort van het voormalig clubgebouw van worstelvereniging De Halter aan de Bollenhofsestraat 102 (oude situatie voor de opknapbeurt)
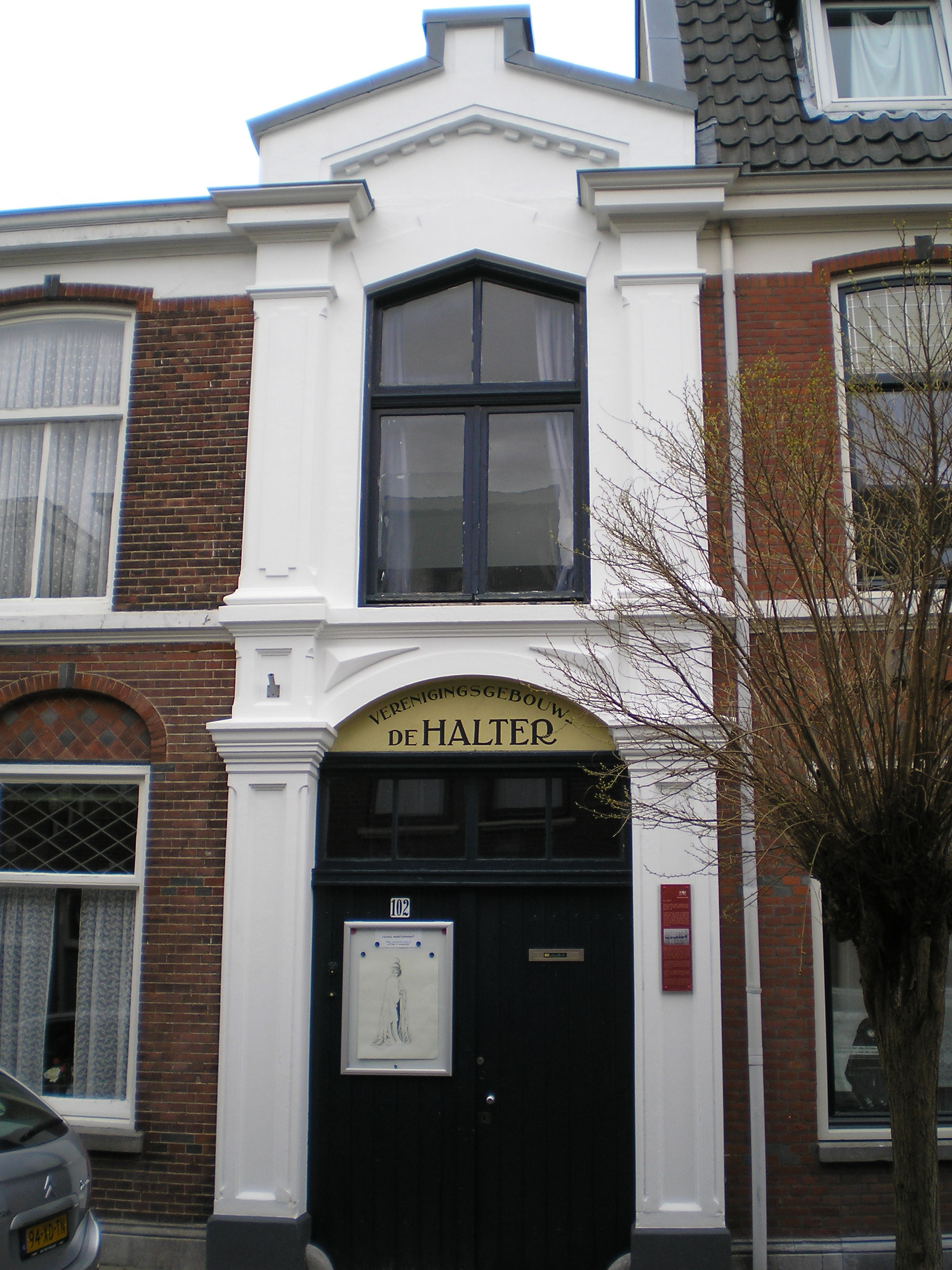
Toegangspoort van het voormalig clubgebouw van worstelvereniging De Halter geheel opgeknapt als hulde aan deze club aan de Bollenhofsestraat 102
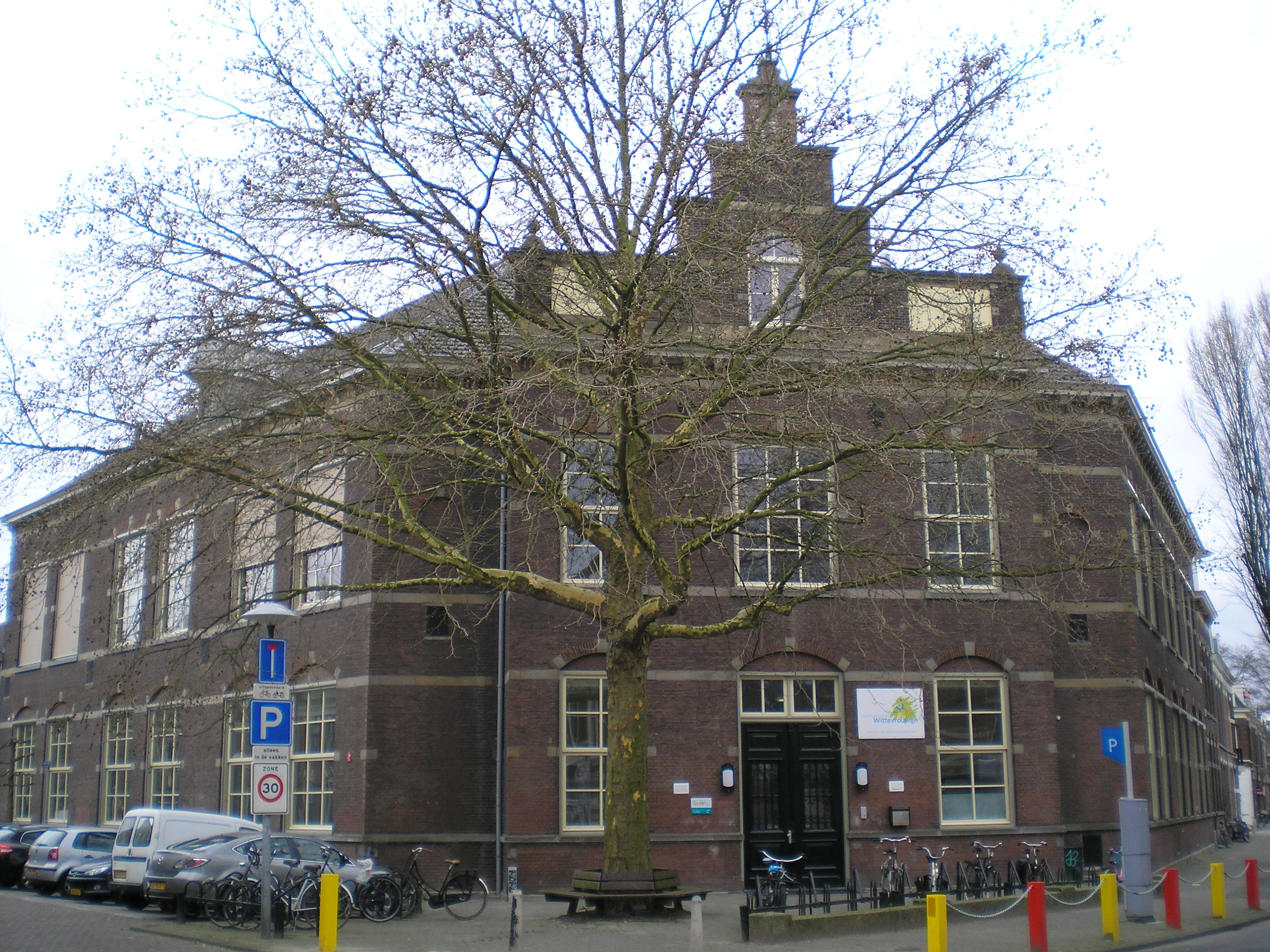
School op de hoek Poortstraat 73 en de Bollenhofsestraat
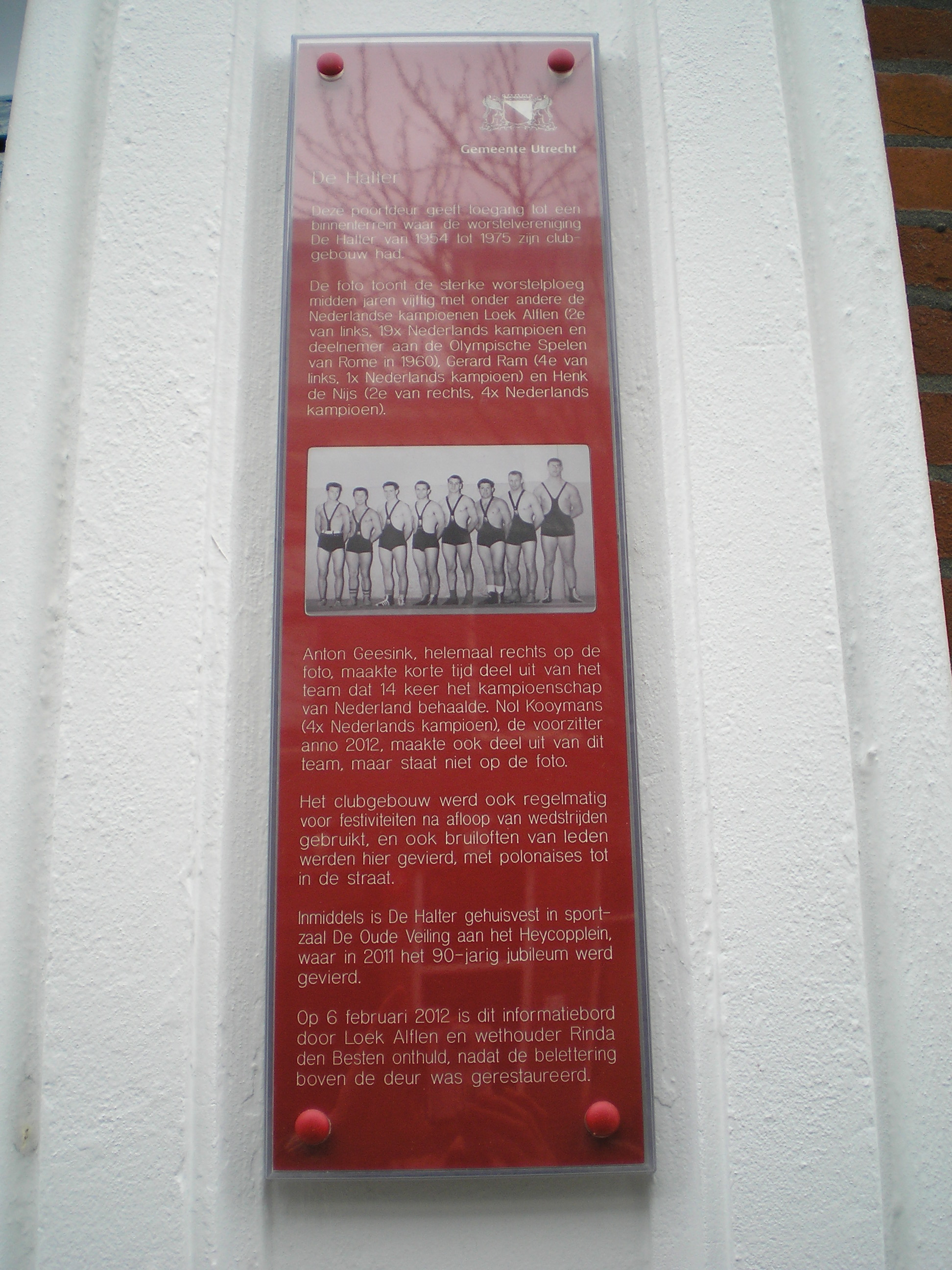
Herinnering aan De Halter onthuld op 06-02-2012 aan de Bollenhofsestraat 102